# Windows Live
Windows Live — (зараз Outlook) інтернет-сервіс, створений Microsoft . Сервіс був запущений 1 листопада 2005 року. Наразі домашню сторінку, Live Safety Center (не підтримується), Live Messenger (замінено Skype) і Live Favorites (не підтримується) можна використовувати без будь-яких зобов'язань.
Однак MSN все ще існує поряд із Windows Live як засіб доставки запрограмованого вмісту (на відміну від налаштованого вмісту та спілкування). Хоча нові бренди можуть запропонувати тісніші технічні зв'язки з операційною системою та службами Microsoft Windows, вони доступні окремо.
Зміни в іменуванні служб MSN (MSN Hotmail на Windows Live Hotmail, MSN Messenger на Windows Live Messenger) можуть свідчити про початок заміни порталу MSN на портал Windows Live.
На додаток до Windows Live, яка орієнтована на окремих користувачів, існують також сервіси Microsoft, які під торговою маркою «Live» орієнтовані на підприємців та більші групи користувачів. До них належать: Microsoft Office Live для малого бізнесу, Xbox Live — багатокористувацька ігрова платформа або Games for Windows — Live ігровий сервіс для кількох гравців для Microsoft Windows.

## Служби та програми Windows Live

### Головна сторінка
Головна сторінка містить пошукову систему Bing раніше Windows Live Search) і персоналізований вміст під нею, як-от переглядач RSS та гаджети: OneCare Safety Scanner і Live Hotmail. Твін схожий на інший проект Microsoft, «start.com».

### Live Hotmail
Це служба вебпошти, яка пропонує функції, подібні до Gmail . Вона замінила MSN Hotmail. Спочатку називалася Windows Live Mail, однак назва була змінена на Windows Live Hotmail через приєднання користувачів до імені Hotmail. (тепер Outlook)

### Live Mail
Windows Live Mail (зараз Outlook) — це клієнт електронної пошти, який дозволяє читати та складати електронні листи. Він є наступником Microsoft Outlook Express (Windows XP) і Windows Mail (Windows Vista). Його переваги включають повну інтеграцію з сервісом електронної пошти Hotmail, антифішинговий і антиспамовий фільтр, новий спосіб збереження файлів з повідомленнями, покращений пошук вмісту електронної пошти (потрібна установка Windows Search Dektop), переглядач RSS.

### Live Safety Center (beta)
Це міні-портал Microsoft з питань безпеки. Більшість функцій порталу доступні лише для Windows Internet Explorer, оскільки інші браузери не мають функцій ActiveX.

### Live Favorites (beta)
Дозволяє отримати доступ до Обраного в будь-якому місці на Землі, використовуючи Live ID. Оснащений функцією імпорту Обраного з Windows Internet Explorer.

### Live Messenger
Наступник MSN Messenger. Windows Live Messenger (зараз не підтримується) дозволяє, з поміж іншого, розмови VoIP і Відео, папки обміну, чат з користувачами Yahoo! Messenger і розмови як через чат Facebook. Його наступником став Skype

### OneCare Live
OneCare Live — це нова антивірусна програма Microsoft, досі відома тільки під назвою Microsoft OneCare. Однак через інтеграцію нових програм і сайтів Microsoft він змінив свою назву на Windows OneCare Live. Програма перестала розроблятися з 2008 року. Він був замінений антивірусом Microsoft Security Essentials (зараз Windows Defender).

### Live Mobile
За допомогою цього сервісу ви можете шукати інформацію за допомогою мобільного телефону з будь-яким розміром дисплею — достатньо щоб він мав доступ до WAP. Ви можете шукати фотографії, карти, файли та багато іншого.

### Live Local (beta)
Це сервіс, що відображає карти світу (дороги, міста). Дуже схожий з Карти Google. Зараз замінений на Bing Maps.

### Office Live (beta)
Office Live — це вебверсія офісного пакету Microsoft Office. Office Live випускається в трьох версіях: Basic (безкоштовна), Collaboration (платна) і Essential (платна).

### Live Writer
Windows Live Writer — це інструмент для редагування блогу. Програма дозволяє редагувати блоги, наприклад, Windows Live Spaces, WordPress. Блог можна редагувати за допомогою редактора WYSIWYG.

### Live Spaces
Наступник MSN Spaces. Windows Live Spaces має оновлений вигляд у порівнянні з MSN Spaces, а також безліч інших поліпшень.

### Live Gallery
Сервіс що колекціонує додатки і гаджети для Windows Live Toolbar, Windows Live Messenger, Desktop Search і Windows Sidebar.

### Live Photo Gallery
Наступник фотогалереї Windows. Програма для відображення, каталогізації і простого редагування фотографій і графічних файлів. Дозволяє легко обмінюватися фотографіями в Live Spaces або Flickr, просте редагування файлів зображень шляхом зміни кольору, яскравості, розміру, експозиції, або ефекту червоних очей. З його допомогою можна каталогізувати файли зображень на жорсткому диску на основі декількох категорій, таких як ім'я, дата, класифікація. Також можна редагувати інформацію про фотографії.

### OneDrive (раніше Live SkyDrive)
Це віртуальний диск, на якому ви можете зберігати файли і мати доступ до них з будь-якого комп'ютера, підключеного до Інтернету. Дозволяє розмістити до 5 ГБ даних. Дані можна зробити доступними конкретним користувачам, які мають Windows Live ID, або зробити загальнодоступними.

### Live Mesh
Служба і додаток для синхронізації даних між декількома пристроями і надання функціональності віддаленого робочого столу.

### Live Movie Maker
Ця програма для заміни вбудованого в Windows Movie Maker. У ній використовується інтерфейс на основі стрічки(Ribbon), який використовується, зокрема, у Microsoft Office 2007.